# White Defence League

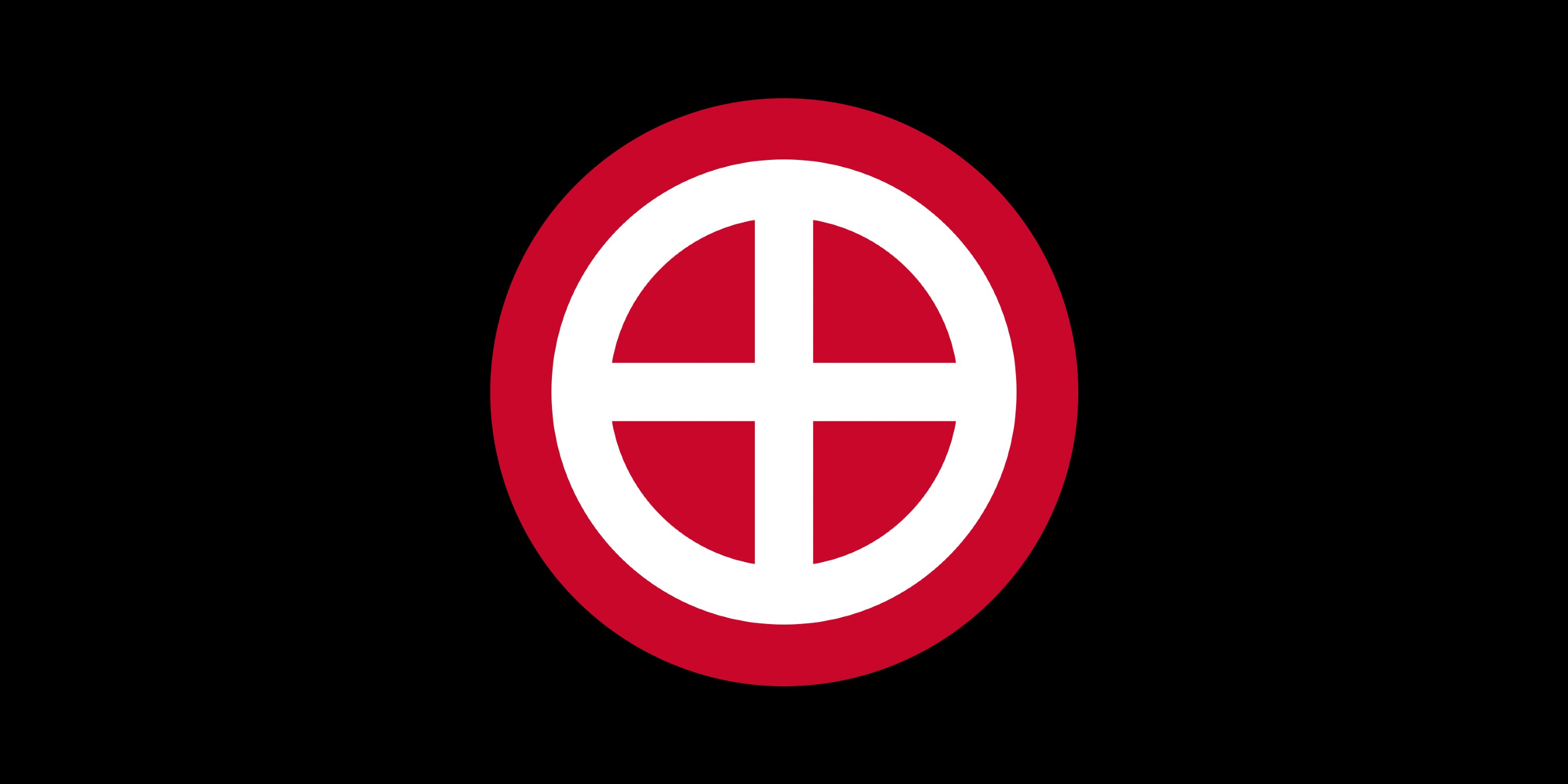
Drapeau de la Ligue de défense blanche.

La White Defence League (en français : Ligue de défense blanche) était un parti politique d'extrême droite britannique. Utilisant les techniques de marche provocantes popularisées par Oswald Mosley, ses membres comprenaient un jeune John Tyndall.

## Formation
La WDL trouve son origine dans la décision de Colin Jordan de se séparer de la Ligue loyaliste de l'Empire en 1957. Jordan avait demandé l'interdiction d'inscrire des  Juifs et des non-Blancs dans la Ligue, mais le chef de la Ligue, A. K. Chesterton, avait rejeté cette interdiction. Jordan a également appelé à la construction d'un parti de masse, mais celui-ci a également été rejeté en raison des liens conservateurs.
À l'époque, Jordan était également proche de la Britons Publishing Society et les deux groupes avaient épuisé Arnold Leese House, nom donné à 74 Princedale Road, le domicile de Notting Hill du défunt dirigeant de l'Imperial Fascist League, dont la veuve avait autorisée à Jordan sa base d'opérations. Grâce à cet espace partagé avec les Britanniques, la WDL a pu publier son propre magazine, Black and White News, dès la fondation du groupe et a atteint un tirage d'environ 800 exemplaires avec un régime de rhétorique anti-immigration. Un autre article de la WDL, The Nationalist, parut en 1959, mettant davantage l'accent sur l'antisémitisme et le désir de pureté raciale.

## Idéologie
Contrairement au LEL, qui mettait l'accent sur l'identité et le patriotisme britanniques, la WDL admirait assez ouvertement Adolf Hitler et le nazisme. Cherchant à se démarquer du conservatisme, LEL et à nouer des liens avec des groupes de même opinion en Europe continentale, les journaux du parti devinrent notoires pour leur haine raciale. Par conviction personnelle, la conviction de Jordan était l'antisémitisme mais, alors que la WDL insistait sur le fait que les Juifs étaient un groupe ennemi, la Ligue insistait également sur le discours anti-immigration.
Cependant, le WDL a été mis en contraste avec l'Union Movement un groupe dirigé par Oswald Mosley, alors que l'Union Movement avait une idéologie cohérente qui cherchait à remodeler le Fascisme d’avant la Seconde Guerre mondiale. La WDL était plus grossièrement raciste et avait beaucoup moins programme politique développé. Hans-Georg Betz a caractérisé la WDL comme faisant partie d'une tendance au sein de l'extrémisme fasciste britannique à placer un "néo-nazisme radical ou récidiviste" comme le noyau idéologique plutôt que le populisme des partis protestants scandinaves ou un "appel hybride" qui lie le fascisme au populisme caractérisé par les goûts du Front national.

## Activités
Les WDL ont acquis une notoriété après que des membres du groupe aient été largement rapportés dans la presse pour avoir pris part aux émeutes raciales de Notting Hill en 1958. En effet, au cours de l'été, les WDL ont organisé des rassemblements dans les quartiers d'immigrants tous les soirs. Vers la fin des émeutes, Kelso Cochrane, un immigré, a été assassiné et l'opinion noire locale a souvent laissé entendre que la WDL était responsable, mais personne n'a finalement été arrêté pour le meurtre. À l'instar de l'Union Movement qui était également actif dans la région, la WDL a coopéré avec des gangs de Teddy Boys racistes qui ont harcelé et lancé des attaques contre les Noirs dans la région.
En 1959, les WDL ont commencé à coopérer avec le Parti national-travailliste, un groupe dirigé par un autre ancien dissident de la LEL, John Bean, également actif à Notting Hill. Le WDL a aidé le groupe de Bean dans ses campagnes électorales et les deux groupes ont organisé un rassemblement conjoint appelé Stop Colored Invasion à Trafalgar Square en mai 1959 avec des banderoles portant l'inscription Keep Britain White. Certains manifestants portaient des brassards contenant le logo WDL - une roue solaire blanche entourée d'un cercle rouge sur un fond bleu foncé. Jordan, qui avait développé un réseau de contacts internationaux par le biais de The Nationalist, impressionna Bean et Andrew Fountaine. En février 1960, les deux groupes fusionnèrent pour former le British National Party, qui devait également être basé à Arnold Leese House.